# Prozessionsaltar gegenüber dem Alten Dorfring 32 (Arnshausen)

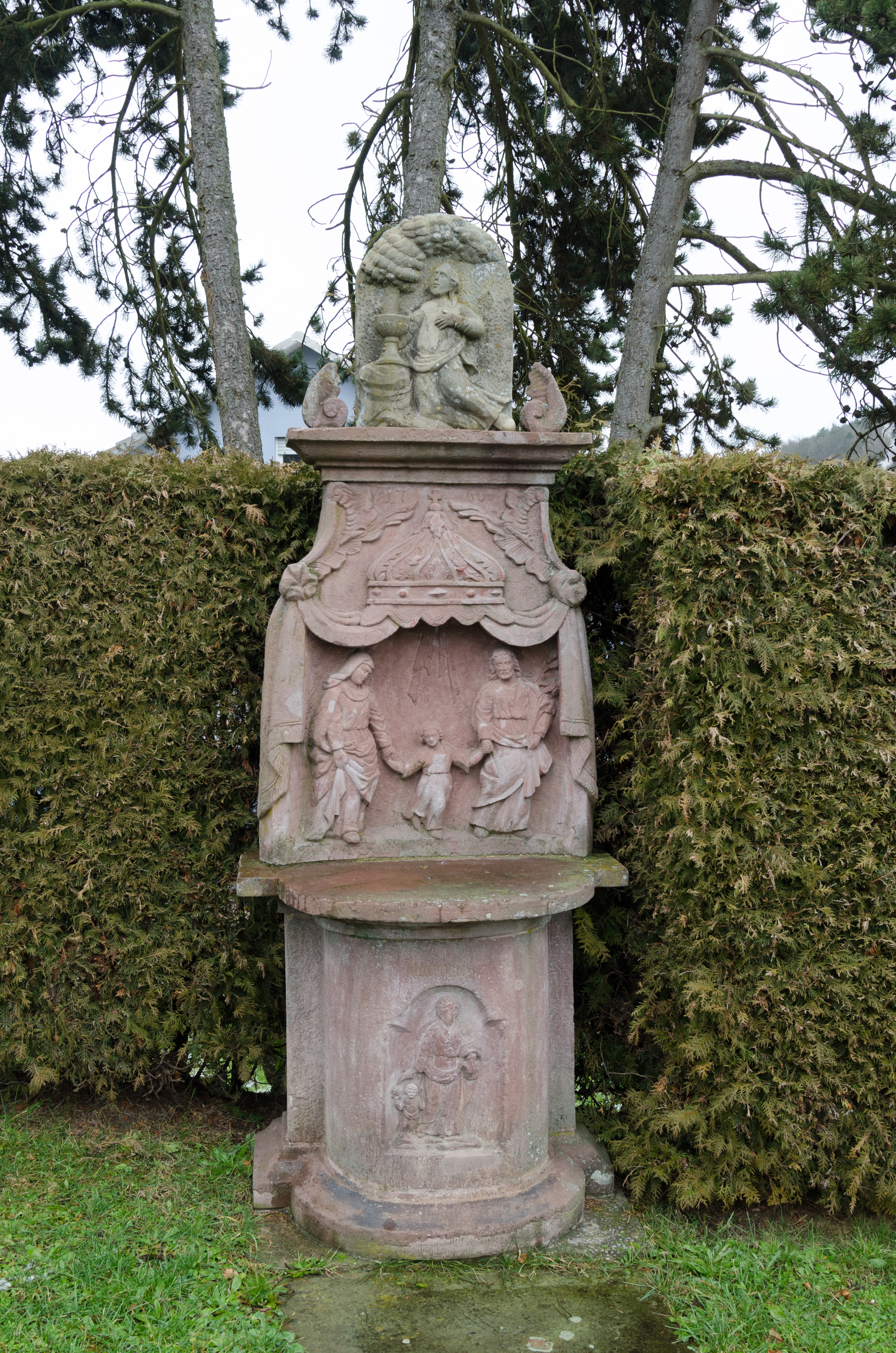
Prozessionsaltar, gegenüber dem Alten Dorfring 32, Arnshausen

Der Prozessionsaltar gegenüber dem Alten Dorfring 32 befindet sich in Arnshausen, einem Stadtteil von Bad Kissingen, der Großen Kreisstadt des unterfränkischen Landkreises Bad Kissingen. Er gehört zu den Bad Kissinger Baudenkmälern und ist unter der Nummer D-6-72-114-150 in der Bayerischen Denkmalliste registriert.

## Beschreibung
Der Prozessionsaltar besteht aus rotem Sandstein und entstand im Jahr 1766.
Der Altar ist aus einem vorgewölbten Tischsockel mit einem Relief des Evangelisten Matthäus und einer baldachinartigen Rückwand aufgebaut, auf deren abschließender Gesimsplatte sich ein Ölberg-Christus befindet. Der Evangelist ist mit Federkiel und Engel dargestellt und darüber mit „Mathäus“ bezeichnet. Unter dem Baldachin ist ein Heiliger Wandel dargestellt, das heißt, die gehende Heilige Familie mit der hl. Maria, dem hl. Josef und dem Jesuskind. Das Aufsatzrelief besteht aus grünem Sandstein und zeigt Christus am Ölberg, der zum Leidenskelch greift. Seitlich davon befinden sich kurze Volutenstücke. Das Aufsatzrelief scheint eine spätere Kopie oder Zusatz zu sein.
Dieser Prozessionsaltar und die anderen Prozessionsaltare am Alten Dorfring bilden in folgender Reihenfolge einen Prozessionsweg:
1. Prozessionsaltar gegenüber dem Alten Dorfring 32
2. Prozessionsaltar gegenüber dem Alten Dorfring 28
3. Prozessionsaltar Alter Dorfring 18
4. Prozessionsaltar gegenüber dem Alten Dorfring 6